# Antonino Drago (pacifista)
Antonino Drago (Rimini, 5 maggio 1938) è un pacifista e fisico italiano.

## Biografia
Ha vissuto la giovinezza a Senigallia. Ha quindi studiato Fisica all'Università di Pisa, dove si è laureato nel 1961; a Pisa si è sposato con Vanna Trevisan. Trasferitosi nel 1962 a Napoli, ha lì vissuto per 42 anni, contribuendo al movimento nonviolento, ai gruppi volontari e comitati di quartiere della seconda metà degli anni sessanta e al Movimento delle scuole popolari di quartiere che, sull'esempio della Scuola di Barbiana di don Lorenzo Milani, si era diffuso nei quartieri popolari del centro storico e delle periferie della città. Tali esperienze, rivolte alle persone che non erano riuscite ad ottenere un diploma di scuola media, furono assorbite dai sindacati con l'inserimento delle "150 ore" nei contratti dei lavoratori a metà degli anni settanta.
Come docente di Fisica e Laboratorio negli Istituti Tecnici Industriali a Napoli, alla fine degli anni '60 si rifiutò di prestare il giuramento per entrare in ruolo, e perse l'insegnamento. Successivamente insegnò Storia della fisica all'Università Federico II di Napoli, fino all'entrata in pensione nel 2004.
Nel 1977 fu pubblicato per la prima volta su una rivista (Satyagraha) la sua proposta di legge per una Difesa popolare nonviolenta, che prevedeva un bilancio proporzionale fra difesa armata e difesa non armata. 
Antonino Drago, constatata la complicità del mondo della scienza, anche nella sua espressione accademica, con il lavoro bellico, propone la nascita di un movimento di scienziati che metta in atto iniziative che contrastino la guerra. Attingendo alla storia del movimento per la pace e della non violenza, Drago suggerisce metodi ed obbiettivi di intervento per favorire iniziative a partecipazione popolare per la risoluzione dei conflitti, e per “contribuire alla fine della superpotenza bellica statunitense”; così nel 1982, con l'amico Nanni Salio e con altri, fonda l'Unione Scienziati Per Il Disarmo (USPID), che ha l'obiettivo di fornire informazioni e analisi sul controllo degli armamenti e il disarmo. Con Salio pubblica nel 1983 un libro (Scienza e guerra: i fisici contro la guerra nucleare) destinato a diventare il pamphlet di riferimento degli scienziati contro la bomba atomica.
Nel 1982 aderisce anche alla Campagna di obiezione alle spese militari di cui diventa membro del direttivo e presidente del “Fondo per la pace”. Nel 1988 viene nominato responsabile della segreteria scientifica del "Progetto nazionale di ricerca sulla difesa popolare nonviolenta", la quale svolgerà una intensa attività di pubblicazione, con circa trenta Quaderni della DPN (La Meridiana, Molfetta, BA), e quattro convegni nazionali sul tema. Il che contribuirà alla nascita della legge 230/1998 che istituisce l'Ufficio nazionale per il servizio civile, finalizzato anche (vd. art. 8) all'istruzione degli obiettori in servizio civile per la sperimentazione di una difesa civile non armata e nonviolenta. La legge 2001/64 sul servizio civile volontario (che entrerà in vigore dal 2004) manterrà la finalità ponendola per prima. Per la attuazione di questa difesa alternativa nel 2004 viene istituito da un DLCM il Comitato per la difesa civile non armata e nonviolenta, presso la Presidenza del Consiglio dei ministri).
Del Comitato, Drago è stato il primo Presidente (2004-2005).
Da sempre impegnato nell'ambito di educazione alla pace e nonviolenza, è stato docente a contratto di "Strategie della difesa popolare nonviolenta" e di "Peacekeeping e Peacebuilding" al corso di Laurea di Scienze per la Pace dell'Università di Pisa (2001-2013) e "Storia e tecniche della nonviolenza" nell'Università di Firenze (2004-2010).
Nel 2000 ha ricevuto il Premio Nazionale Cultura della Pace «per il suo impegno in favore della Difesa Popolare Nonviolenta e per la ricerca di metodologie alternativa alla guerra per la risoluzione dei conflitti». Ha pubblicato molti articoli e libri su pace, educazione alla pace, non violenza, etica, politica, difesa popolare nonviolenta.
Come attività professionale di docente di Storia della Fisica all'Università di Napoli, ha pubblicato molti articoli e libri su storia e fondamenti di Logica, Matematica, Fisica, Biologia, Psicoanalisi, Medicina omeopatica, Sociologia, Filosofia, Teologia.

## Opere
- Scuola e sistema di potere: Napoli, Milano, Feltrinelli, 1968.
- Fisica, didattica, società, CLU, Napoli, 1976.
- Scienza e guerra. I fisici contro la guerra nucleare, Torino, Edizioni Gruppo Abele, 1983 (con Giovanni Salio).
- Se vuoi la pace educa alla pace (con M. Borrelli e Giovanni Salio), Ed. Gruppo Abele, Torino, 1984.
- L'obiezione fiscale alle spese militari, Torino, Edizioni Gruppo Abele, 1986 (con G. Mattai).
- Le due opzioni. Per una storia popolare della scienza, Molfetta, La Meridiana, 1991.
- Una strategia di pace: La difesa popolare nonviolenta, Fuorithema, Bologna, 1993 (con G. Stefani)
- Per un modello alternativo di difesa nonviolenta, Editoria Universitaria, Venezia, 1995 (con M. Soccio).
- La teoria delle parallele secondo Lobacevskij, Danilo, Napoli, 1996 (con S. Cicenia).
- La difesa e la costruzione della pace con mezzi civili, Torre dei Nolfi, Qualevita, 1997.
- Atti di vita interiore, Torre dei Nolfi, Qualevita, 1997.
- Lezioni di storia e fondamenti della fisica classica e moderna, E.DI.SU., Napoli, 2002.
- La riforma della dinamica secondo G.W. Leibniz: testi originali e loro interpretazione moderna, Hevelius, Benevento, 2003.
- Lagrange e la storia della meccanica (con D. Capecchi), Progedit, Bari, 2005.
- Storia e tecniche della nonviolenza, Tip. Laurenziana, Napoli, 2006.
- Difesa popolare nonviolenta. Premesse teoriche, principi politici e nuovi scenari, EGA, Torino, 2006.
- La Filosofia di Lanza Del Vasto. Un ponte tra Occidente e Oriente, Il grande vetro / Jaca book, Milano, 2009 (con P. Trianni).
- Il pensiero di Lanza del Vasto. Una risposta al secolo XX, Il Pozzo di Giacobbe, Trapani, 2010.
- Le rivoluzioni nonviolente dell'ultimo secolo. I fatti e le interpretazioni, Nuova Cultura, Roma, 2010.
- Dalla storia della Fisica alla scoperta dei fondamenti della Scienza, Aracne, Roma, 2017.
- La non violenza come riforma della religiosità cristiana, Aracne, Roma, 2020.